# Hermelsbacher Friedhof

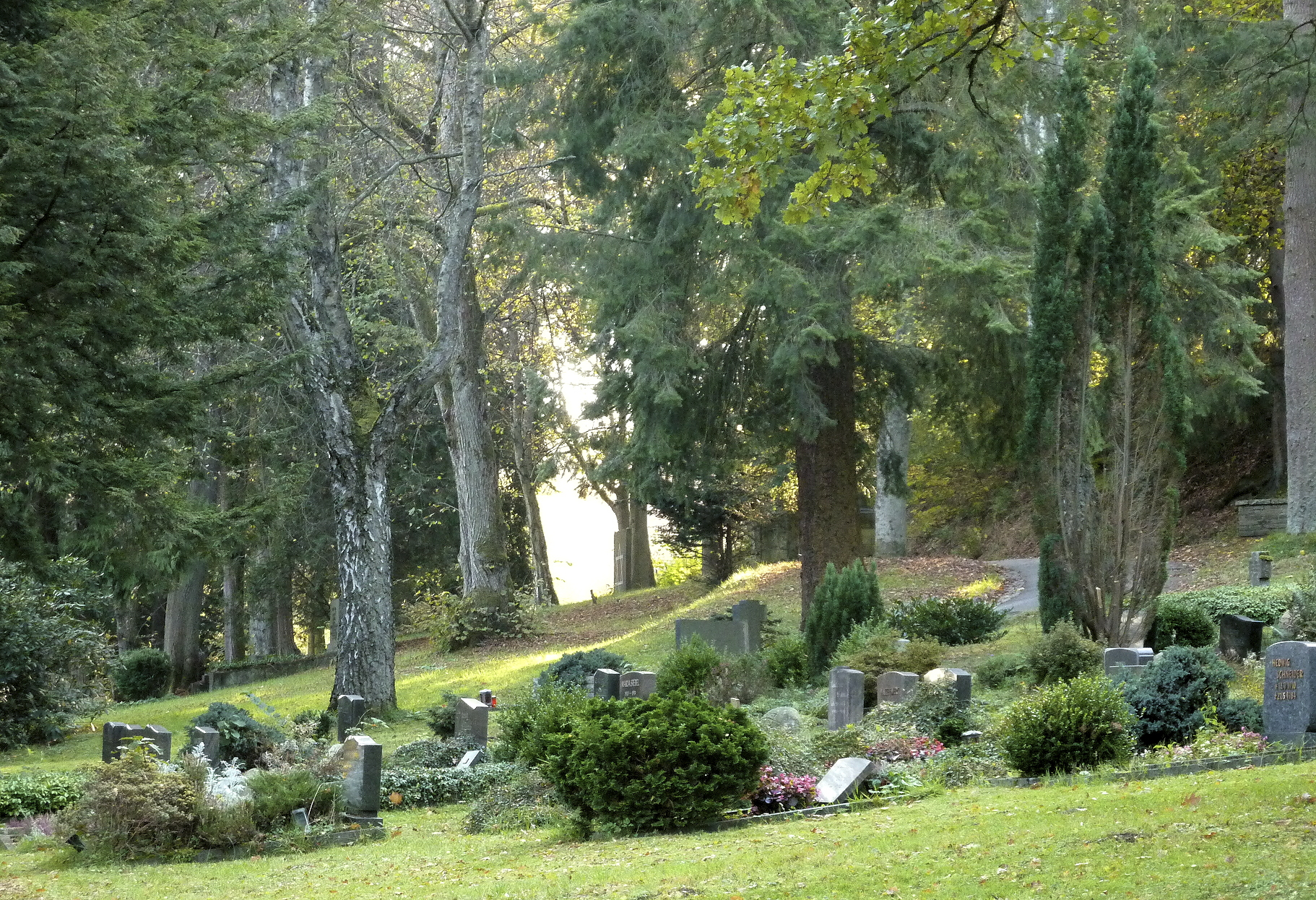
Gräberfeld auf dem Hermelsbacher Friedhof

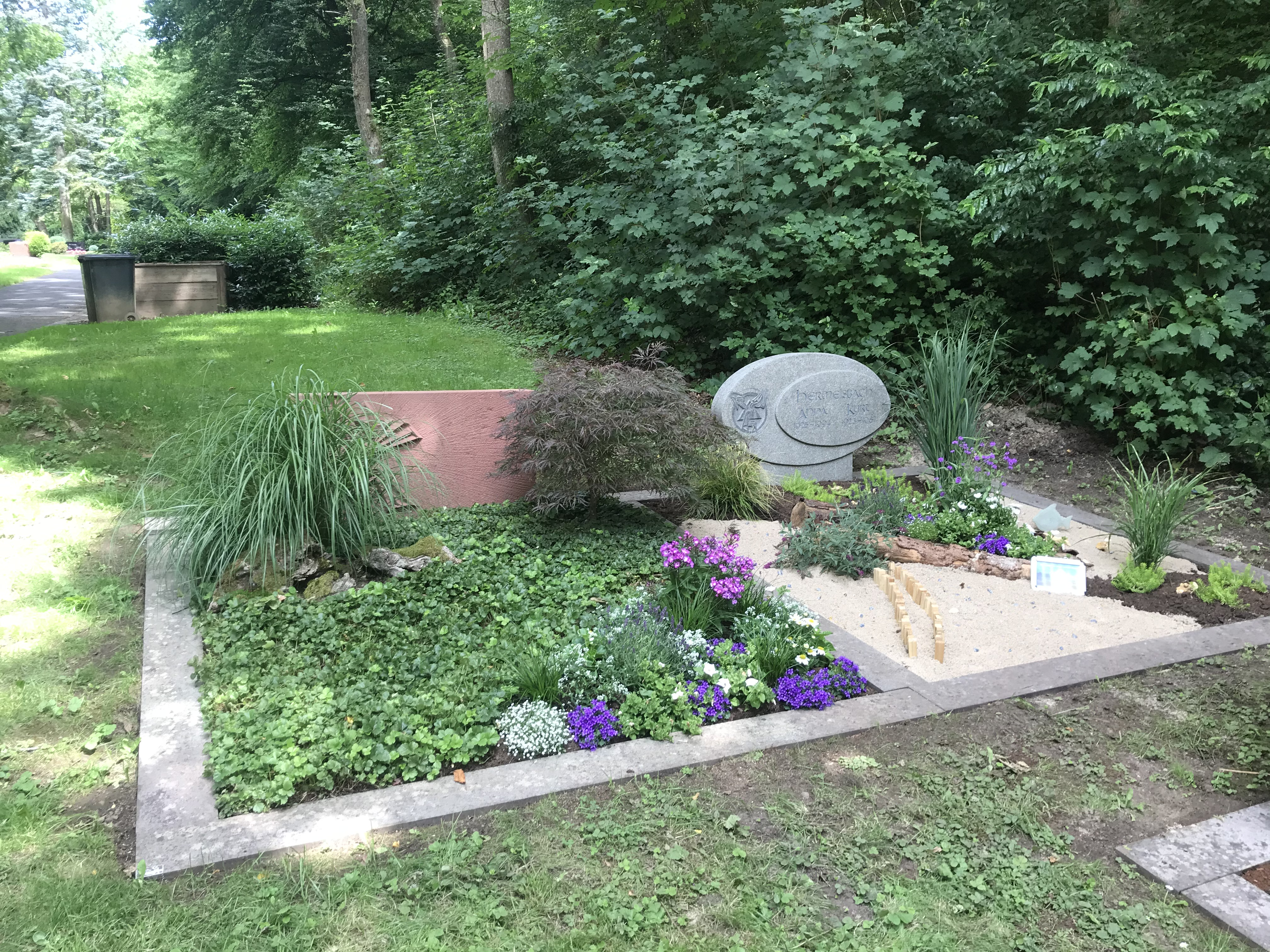
Mustergräber auf dem Hermelsbacher Friedhof

Der Hermelsbacher Friedhof wurde im Jahr 1912 als zweiter Friedhof der westfälischen Stadt Siegen eröffnet. Der Friedhof hat eine Größe von rund elf Hektar. Bei einer Anzahl von insgesamt 10.000 Gräbern finden jährlich etwa 135 Bestattungen statt.
Auf dem Hermelsbacher Friedhof wurden 1.109 Kriegsopfer beider Weltkriege bestattet. Eingebettet in die Anlage ist ein Gräberfeld, auf dem 377 von 691 in Siegen begrabenen russischen Zwangsarbeitern beerdigt sind, die Opfer des Nationalsozialismus wurden. Ein Denkmal mit Gedenktafeln in vier Sprachen – russisch, ukrainisch, englisch und deutsch – erinnert an ihr Schicksal. In weiteren Teilen liegen die Gräber von Angriffsopfern des Zweiten Weltkrieges und Soldaten.
Im jüdischen Teil des Friedhofes wurden seit 1912 ungefähr 50 Personen bestattet, darunter der erste Vorsitzende der jüdischen Gemeinde Siegens, der Kaufmann Meyer Löser Stern. Ein Mahnmal am Kopf des Gräberfeldes erinnert an die Opfer des Holocaust. Der Siegener Walter Krämer, Träger der Auszeichnung Gerechter unter den Völkern des Staates Israel, ist mit seiner Frau Liesel auf dem Hermelsbacher Friedhof begraben.
Am nordwestlichen Rand des Friedhofs befindet sich ein kleiner Teich mit Karpfen und Forellen. Der Friedhof liegt in Hanglage am nordwestlichen Rand des Siegener Stadtgebiets im Hermelsbachtal, eingebettet in die Waldlandschaft des Wellersberges. In der Nachbarschaft des Friedhofs befindet sich ein Bestattungswald.
Einzigartig im Siegerland ist die Muster-Grabanlage direkt am Haupteingang, die 1994 vom örtlichen Friedhofsgärtner und fünf Steinmetzen aus der Region eingerichtet wurde. So können sich Angehörige Verstorbener an beispielhaften Grabanlagen beraten lassen, die nicht belegt sind.  